# 22-й цикл солнечной активности
22-й цикл солнечной активности (англ. Solar cycle 22) — 22-й по счёту 11-летний цикл солнечной активности с 1755 года, когда началось активное слежение за солнечными пятнами. Солнечный цикл длился 9,9 лет, начавшись в сентябре 1986 года и завершившись в августе 1996 года. Максимальное сглаженное количество солнечных пятен (SIDC formula), наблюдавшееся в течение цикла, составило 212,5 (ноябрь 1989 года), в начале минимума число пятен равнялось 13,5. При переходе от 22-го солнечного цикла к 23-му в течение 309 дней солнечных пятен не было.

## Геомагнитная буря 1989 года

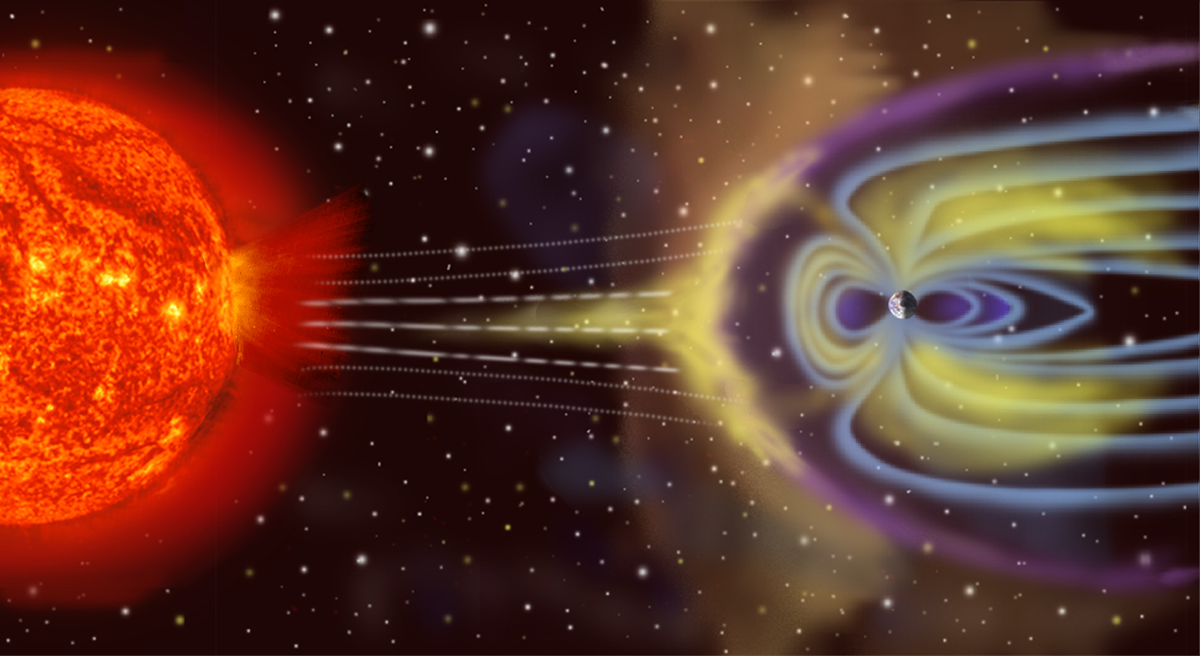
Столкновение солнечного ветра с магнитосферой Земли в представлении художника.

В течение марта 1989 года мощная геомагнитная буря привела к проблемам в системе энергопередачи в Квебеке. Сама буря являлась следствием коронального выброса массы, произошедшего 9 марта 1989 года. За несколько дней до этого, 6 марта 1989 года также произошла крупная солнечная вспышка.
В 2:44 утра 13 марта 1989 года Земля подверглась воздействию мощной геомагнитной бури. Буря началась на Земле с очень сильных полярных сияний. Сияния могли наблюдаться даже в Техасе. Поскольку эти явления происходили в течение Холодной войны, возникали опасения о произошедшем ядерном ударе. Также существовало мнение о том, что полярные сияния   могут быть связаны с проектом Space Shuttle STS-29, запущенным 13 марта в 9:57:00 утра. Вспышка привела к перебоям в распространении радиоволн.
На несколько часов  был потерян контроль над некоторыми спутниками на полярных орбитах. Из-за отсутствия данных со спутника GOES отсутствовали изображения погодных условий. Спутник связи TDRS-1 зарегистрировал более 250 аномалий, вызванных увеличением потока частиц через чувствительные электронные приборы. Шаттл Discovery также испытывал проблемы: датчик на одной из ёмкостей с топливом показывал необычно высокое давление 13 марта. После окончания бури проблема исчезла.
Изменения магнитного поля Земли также привели к срабатыванию автоматических выключателей в системе электроснабжения Hydro-Québec. Длинные линии электропередачи и расположение большей части Квебека на крупном Канадском щите способствовали тому, что электрический ток распространился не сквозь Землю, а по пути с меньшим сопротивлением — по линиям электропередачи.
Система «Залив Джеймс» вышла из строя менее чем через 90 секунд, вследствие чего в Квебеке произошёл второй крупный блэкаут за 11 месяцев. Потеря мощности длилась 9 часов и потребовала значительных усилий при восстановлении до начального уровня.
С 1995 года геомагнитные бури и солнечные вспышки постоянно отслеживаются обсерваторией SOHO.

## Геомагнитная буря августа 1989 года
В августе 1989 года в результате другой геомагнитной бури сбои в электронных устройствах привели к остановке работы биржи в Торонто. Буря возникла вследствие очень сильной солнечной вспышки, произошедшей 16 августа 1989 года, которая по мощности превосходила вспышку 6 марта 1989 года.

## Открытие солнцетрясений
"Солнцетрясения", вызываемые солнечными вспышками, впервые наблюдались в течение данного цикла активности. Солнцетрясения представляют собой движущиеся звуковые волны, в противоположность стоячим волнам, изучаемым гелиосейсмологией. Импульс от вспышки запускает волны в фотосфере, они погружаются глубоко внутрь Солнца, отражаются обратно и достигают поверхности Солнца в виде слабой ряби, радиально распространяющейся от места вспышки спустя несколько десятков минут. Вспышка, при которой впервые наблюдались волны, обозначена как SOL1996-07-09.